# Hamid Tafazoli

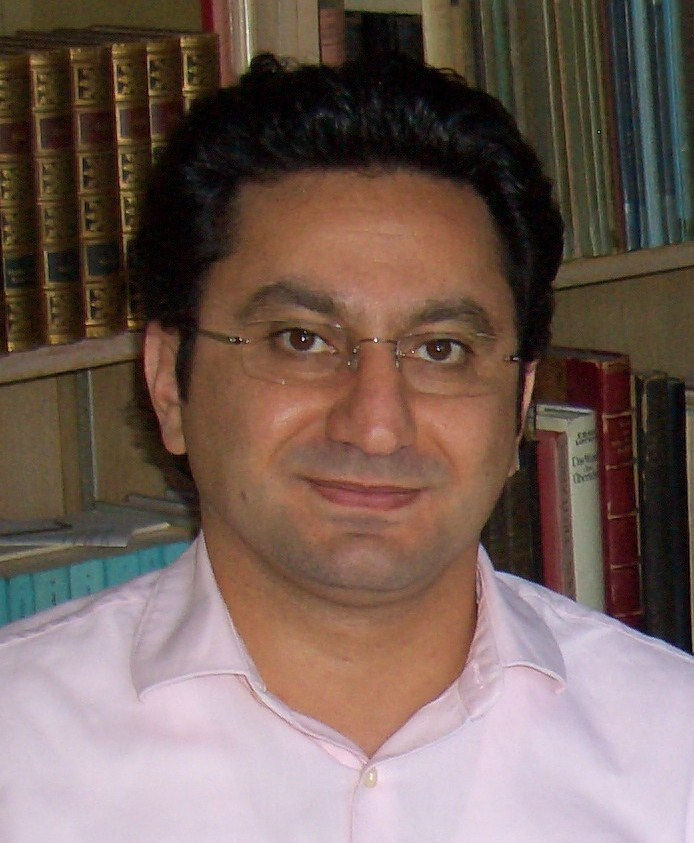
Hamid Tafazoli (2010)

Hamid Tafazoli (* 1968 in Isfahan, Iran) ist Germanist und Literaturwissenschaftler. In Forschung und Lehre konzentriert er sich auf literatur- und medienwissenschaftliche Fragestellungen im Kontext der Kulturtheorien in der Germanistik. Er ist Privatdozent an der Fakultät für Linguistik und Literaturwissenschaft der Universität Bielefeld im Fach Neuere deutsche Literaturwissenschaft.
Mit seiner wissenschaftlichen Arbeit leistet Tafazoli einen zentralen Beitrag zur Erforschung von Literatur- und Kulturtheorien im Kontext der Germanistik und der deutschsprachigen Literaturwissenschaft. Seine Forschung befasst sich mit der Analyse ästhetischer Formen von interkulturellen Spannungsverhältnissen, wobei er insbesondere die Wechselwirkungen zwischen Persien und Deutschland untersucht und die Perspektiven auf Prozesse wie Hybridisierung, Kulturaustausch und die Konstruktion kultureller Ähnlichkeiten erweitert.

## Leben
Hamid Tafazoli studierte deutsche Philologie, allgemeine Sprachwissenschaft und indogermanische Sprachwissenschaft an der Westfälischen Wilhelms-Universität Münster und beendete sein Studium mit dem Magister Artium (2000). Als Stipendiat des Goethe-Instituts erhielt er 2003 eine Qualifikation des Goethe-Instituts und der Universität Kassel im Fach Deutsch als Fremdsprache in Theorie und Praxis und lehrte von 2000 bis 2008 Deutsch als Fremdsprache an der Westfälischen Wilhelms-Universität Münster. Im Jahre 2006 wurde Tafazoli in den Fächern Deutsche Philologie, Allgemeine Sprachwissenschaft und Indogermanische Sprachwissenschaft an der Westfälischen Wilhelms-Universität Münster promoviert, wo er von 2006 bis 2008 auch lehrte. Tafazolis Dissertation zum Thema Der deutsche Persien-Diskurs erhielt den Sybille-Hahne-Preis der Westfälischen Wilhelms-Universität Münster 2006 für die Geisteswissenschaft.
Ab 2009 war Tafazoli Feodor Lynen Fellow der Alexander-von-Humboldt-Stiftung am Department of Germanics der University of Washington in Seattle und kam 2011 an die Fakultät für Linguistik und Literaturwissenschaft der Universität Bielefeld, an der er sich 2017 habilitierte. Von 2013 bis 2015 war Tafazoli Senior Researcher am Institut für deutsche Sprache, Literatur und für Interkulturalität der Universität Luxemburg. Sein Forschungsprojekt Gestern Migranten – Heute Bürger. Kritische Reflexionen über den Stellenwert einer Migrationsliteratur aus interkultureller Perspektive wurde durch den Fonds National de la Recherche Luxembourg gefördert und gewann einen Marie Curie Fellowship Award der Europäischen Kommission.

## Forschung und Lehre
In Forschung und Lehre hat sich Tafazoli auf die deutschsprachige Literatur von der frühen Neuzeit bis zur Romantik, des Deutschen Realismus und der Moderne spezialisiert. Im Zentrum stehen die Fragen nach den kulturellen Repräsentationen in den ästhetischen Formen. Tafazoli hat sich insbesondere mit den kulturellen Repräsentationen und Austauschprozessen zwischen Persien und Deutschland beschäftigt. Seine Arbeiten analysieren, wie deutsche, italienische, französische und persische Literaturen kulturelle Begegnungen, Differenzen und Ähnlichkeiten darstellen und reflektieren. Mit seiner Dissertation „Der deutsche Persien-Diskurs“ (2007) legte er erstmals eine umfassende und grundlegende Studie zu den Formen kultureller Repräsentationen des Persienbildes in der deutschen Literatur vor. und vertiefte dieses Thema mit dem Sammelband „Persien im Spiegel Deutschlands“ (2018).
Tafazolis Arbeiten sind in den kultursemiotischen, erzähl- und medientheoretischen Modellen der Kulturbeschreibung angesiedelt. Sie plädieren dafür, ästhetische Formen des kulturellen Gedächtnisses zu differenzieren und ihre Semantiken plurilingual und plurikulturell zu begreifen. Sie betonen, dass die germanistische Interkulturalitätsforschung an ihrem Gegenstand nicht nur Differenzen, sondern auch Überlappungen und Ähnlichkeiten sichtbar macht.
Über die literaturwissenschaftlichen und literaturtheoretischen Fragestellungen hinaus interessiert sich Tafazoli für die ästhetische Ausarbeitung identitätsstiftender Narrative wie etwa Heimat, Sprache und Europa in seiner Habilitationsschrift Narrative kultureller Transformationen. Zu interkulturellen Schreibweisen in der deutschsprachigen Literatur der Gegenwart (2019). In Interviews sucht Tafazoli auch den öffentlichen Diskurs. Er ist Direktor und CEO des Instituts Profesolutions. Institut für Sprache, Kommunikation, Rhetorik und Ästhetik.

## Werk
Mit Persien-Diskurs eröffnet und begründet Tafazoli die diskursive Auseinandersetzung mit Persiens in der europäischen, insbesondere der deutschen Literatur und Geistesgeschichte. Der Begriff umfasst die literarische, wissenschaftliche und kulturelle Verarbeitung, Aneignung und Darstellung Persiens von der frühen Neuzeit bis ins 19. Jahrhundert. Tafazolis Studie schließt eine Forschungslücke und gilt als grundlegendes Werk, das die Entwicklung und Bedeutung des Persien-Bildes in der deutschen Literatur umfassend dokumentiert und analysiert.
Es besteht weiterhin akademisches Interesse an den Fragen, die sich aus kulturellen Begegnungen und den ästhetischen Formen der Begegnungen ergeben. Die theoretischen Voraussetzungen und die Methodologien haben sich im Laufe der letzten Jahrzehnte allerdings geändert. Während Edward Saids zentrale These in Orientalism besagte, dass die Kulturen Europas den Orient als Teil eines starren, hierarchischen Dualismus von Selbst und Anderem aufgefasst und dargestellt hätten, widmen sich gegenwärtige Diskurse und Texte den Begegnungsräumen zwischen Ost und West im Sinne von Konstruktionen mit ambivalenten und daher vielsagenden Bedeutungen. Die Arbeiten von Hamid Tafazoli leisten erhebliche Beiträge zu diesen Entwicklungen. Sie sprechen nicht nur von unversöhnbaren kulturellen Differenzen, sondern auch von Prozessen der kulturellen Überlappung, Hybridisierung, vom bilateralen Kulturaustausch und der Konstruktion kultureller Ähnlichkeiten.
Tafazolis Studien in der germanistischen Interkulturalitätsforschung befassen sich ferner mit der problematischen Kategorie der Migrationsliteratur sowie mit Fragen der kulturellen Identität in ihren ästhetischen Formen. Tafazoli untersucht in den interkulturellen Schreibweisen die Motive, die in der kulturellen Begegnung Differenzen und Ähnlichkeiten in eine Beziehung zueinander setzen und diese literarisch gestalten. Von dieser Gestaltung ausgehend beschreibt er Strategien der Homogenisierung und der Reduktion auf der Rezeptionsseite und sieht diese im Begriff der Migrationsliteratur realisiert. Die kritische Auseinandersetzung mit Konzepten wie Nation oder Heimat vor diesem Hintergrund verleiht Tafazolis Arbeiten einen hohen Aktualitätsgrad; von besonderem theoretischen Interesse ist sein Vorschlag, nicht nur Identitätskonzepte des kulturellen Gedächtnisses zu differenzieren, sondern auch die Semantik des Nationalen mit Blick auf plurilinguale und plurikulturelle Herkunftsgeschichten zu pluralisieren.

## Monographien und Sammelbände
- Hamid Tafazoli: Der deutsche Persien-Diskurs. Zur Verwissenschaftlichung und Literarisierung des Persien-Bildes im deutschen Schrifttum von der frühen Neuzeit bis in das neunzehnte Jahrhundert, Aisthesis, Bielefeld 2007, ISBN 978-3-89528-600-1 (Dissertation, Universität Münster, Germanistisches Institut, 2006, 612 Seiten).
- Hamid Tafazoli, Richard T. Gray: Außenraum-Mitraum-Innenraum. Heterotopien in Kultur und Gesellschaft, Aisthesis, Bielefeld 2012, ISBN 978-3-89528-891-3 (194 Seiten).
- Hamid Tafazoli, Christine Maillard: Persien im Spiegel Deutschlands. Konstruktionsvarianten der Persienbilder in der deutschsprachigen Literatur vom 18. bis in das 20. Jahrhundert. Presses universitaires de Strasbourg, Strasbourg 2018, ISBN 978-2-86820-956-6 (347 S.).
- Hamid Tafazoli: Narrative kultureller Transformationen. Zu interkulturellen Schreibweisen in der deutschsprachigen Literatur der Gegenwart, transcript, Bielefeld 2019, ISBN 978-3-8376-4346-6 (Habilitationsschrift, Universität Bielefeld, Fakultät für Linguistik und Literaturwissenschaft, 2017, 532 Seiten).
- Hamid Tafazoli, Rolf Stolz: Sprachland  Liebesland. SAID: Leben und Werk im Gespräch, Tübingen: Konkursbuch Verlag 2023, ISBN 978-3-88769-104-2. (160 S.)

## Ehrungen und Auszeichnungen
- 2006 Sybille-Hahne-Preis der Westfälischen Wilhelms-Universität Münster.[14]
- 2009–2011 Feodor-Lynen Fellow der Alexander von Humboldt Stiftung.[15]
- 2015 Marie Curie Fellowship Award der Europäischen Kommission.[16]